# КЕ Женлай
Футболен клуб „Женлай“ (на каталонски: Club Esportiu Jenlai) е андорски футболен клуб от Ескалдес-Енгордан, играещ в шампионата на Андора.

## История
Отборът е основан през 2008 година под името „Атлетик Америка“, а после е преименуван на „Женлай“. През сезон 2008/09 за първи път участва във Втора дивизия на Андора, и заема последното 7 място. През следващия сезон отборът заема 4 място, а в Купата на Андора стига до 1/8 финал, което се явява и най-доброто му постижение в цялата му история в този турнир. В сезоне 2010/11 клуб вылетел из Сегона Дивизио заняв 10 место.
Във втора дивизия се завръща през сезон 2013/14 и заема второто място и правото да играе плей-офф за влизане в Примера Дивисио. В общия резултат от двата мача отстъпва на Интер с (1:6) и остава във втора дивизия. През сезон 2014/15 отборът претърпява пълен провал, като не спечелва нито една точка, допускайки в 10 мача 48 гола. През есента на 2015 година „Женлай“ участва в Купата на Федерацията на Андора, но след две загуби отпада от турнира.
През следващия сезон отборът успява за първи път в историята си да влезе в Примера Дивисио, заемайки първото място във втора дивизия. Футболистът на „Женлай“ Диего Мариньо става голмайстор на втора дивизия с 41 гола, а Карлес Валс и Жозе Риверо вкарват съответно по 18 и 14 гола и влизат в шесторката на най-добрите голмайстори на турнира. През лятото на 2016 година Мариньо преминава в Сан Жулия, Валс във ФК Санта Колома, а Ривера в испанския „Сео-де-Уржел“. Первая игра в чемпионате Андорры 18 сентября 2016 года завершилась поражением „Женлая“ от „Сан-Жулии“ (1:3). Первият гол за отбора във висшата лига на Андора вкарва Нуно Машаду. През декември 2016 г. старши треньор става испанецът Жорди Паскуал, заменил на този пост Жоакин Пину.

## Успехи
- Сегунда Дивисио:
  -  Шампион (1): 2015/16
  -  Второ място (1): 2013/14

## Треньори
- Хуан Алберто Парага (2013)
- Уго Грегорио Роланд Суричакуи (2015)[12]
- Жоакин Пина (2016)[11]
- Жорди Паскуал (2016—)[11]